# Fadia Farhani
Fadia Farhani, née le 5 février 1996, est une taekwondoïste tunisienne.

## Carrière
Fadia Farhani est médaillée d'argent des moins de 42 kg aux championnats d'Afrique junior 2009 à Tunis et médaillée d'or aux championnats d'Afrique junior 2010 à Tripoli.
Elle remporte la médaille de bronze des moins de 46 kg aux Jeux panarabes de 2011 à Doha et aux championnats du monde 2013 à Puebla.
Championne d'Afrique des moins de 46 kg en 2014 à Tunis, elle obtient la médaille d'argent des moins de 46 kg aux Jeux africains de 2015 à Brazzaville, la médaille d'or des moins de 46 kg aux championnats d'Afrique 2016 à Port-Saïd et la médaille de bronze des moins de 46 kg aux Jeux de la solidarité islamique de 2017 à Bakou et aux championnats d'Afrique 2018 à Agadir.